# Brunilda (valquiria)
En la mitología nórdica, Brynhildr o Brunilda fue una skjaldmö (doncella escudera) y una valquiria.
Aparece como uno de los personajes en la Saga de los volsungos y también en la Edda poética, por ejemplo en el Helreið Brynhildar (El viaje infernal de Brynhild).
Bajo el nombre de Brünnhilde figura en el Cantar de los Nibelungos y en la saga operística de Richard Wagner (la tetralogía) El anillo del nibelungo.
Probablemente, Brunilda está inspirada en la princesa visigótica y posterior reina Brunegilda de Austrasia.

## Brunilda y Sigrdrífa
Aunque algunos estudiosos mantienen una postura diferente, frecuentemente, Sigrdrífa de la Saga Volsunga y el Sigrdrífumál o Canto de Sigrdrífa (de la Edda poética) es identificada con Brunilda.

## LaSaga Volsunga
En esta saga Buðli es el padre de Brunilda. Odín mandó a esta valquiria decidir la lucha entre dos reyes. En vez de favorecer a Hjalmgunnar, ella decide ayudar a Agnar. Por eso, el dios la castigó encerrándola en un castillo donde debía dormir hasta que fuera rescatada. El héroe Sigurd (Siegfried en el Nibelungenlied) llega hasta ella, la libera y recibe sus dones en agradecimiento. Se va, pero antes le promete volver para casarse con ella. Sin embargo, por un filtro mágico, Sigurd se casa con Gudrun (Krimilda en otras leyendas) y, más tarde, engaña a Brunilda para que se case con su cuñado Gunther. Tiempo después, la valquiria se da cuenta de la treta, se venga de Sigurd, pero su muerte le pesa y se quita la vida para que su cuerpo esté junto a la tumba de Sigurd.

## Otros nombres
- Brünhild
- Brunhild
- Brunhilde
- Brunhilt
- Brunnehilde
- Brünnhilde
- Brynhild
- Brynhilt

## Personajes de la cultura popular basados en Brunilda
- Brynhildr es un Eidolón (criatura invocable) en el videojuego Final Fantasy XIII. Es una enorme máquina con aspecto de mujer con armadura pesada de color escarlata, que porta una especie de hacha o guadaña, basada en el elemento Fuego. Aparece para ejecutar a Sazh (uno de los protagonistas) por estar a punto de rendirse en la misión que debe desempeñar, pero por unos instantes recobra las fuerzas y lucha junto a Vanille contra ella. En el combate, Sazh consigue empatizar con Brynhildr y someterla, pudiendo transformarla en un vehículo de carreras llameante que él conduce.[cita requerida]

- En Odin Sphere, Gwendolin, una valquiria e hija de Odín, es castigada con un sueño profundo, pero es despertada por Oswaldo, el también llamado Paladín Sombrío.[cita requerida]

- En la serie Xena: The Warrior Princess, aparece como una Valquiria que se enamora de Gabrielle y sacrifica su vida para protegerla a ella y el anillo de oro del Rin convirtiéndose en fuego y haciéndola dormir. Solo su verdadera alma gemela podría atravesar el fuego y hacerla despertar.

- En la película de Studio Ghibli, Gake no ue no Ponyo, en Latinoamérica y España, la pequeña protagonista recibe el nombre de "Brunilda" por parte de sus padres, antes de ser re-bautizada por Sosuke como Ponyo.

- Hilda de Polaris (ポラリスのヒルダ, Porarisu no Hiruda) es un personaje del anime Saint Seiya con las características de Brunilda.[cita requerida]

- El personaje Bugs Bunny se caracteriza como Brunilda en el corto animado "What's Opera, Doc?" en un intento por engañar a Helmer Fudd, rutina extraída del corto animado antinazi "Herr Meets Hare" de mayor antigüedad también protagonizado por Bugs Bunny.

- En el anime Inazuma Eleven GO Chrono Stone, el avatar de Kirino Ranmaru está basado y nombrado como ella.

- En el anime Bikini Warriors hay una personaje llamada Valkyrie que es una alusión a Brunilda. Interpretada por Shizuka Itō.

- En la novela ligera To Aru Majutsu No Index aparece como una Valkyria y una Santa, bajo el nombre de Brunhild Eiktobel.

- El nombre de Brunilda aparece en el manga y anime llamado Brynhildr In The Darkness escrito por Lynn Okamoto.

- En la primera temporada de la serie Vikings aparece nombrada como madre de la princesa Aslaug.

- En la tetralogía operística de Wagner Brunhilde es una valquiria que es despojada de su divinidad (en la ópera: la valquiria).

- Brunilda aparece como un Servant de la clase Lancer en Fate/Prototype: Fragments of Blue and Silver, así como en Fate/Grand Order. Su Noble Phantasm es Brynhildr Romantia, el cual es una sublimación de su odio y amor hacia Sigurd.

- En los cómics de Marvel, el personaje de Valquiria está basado en Brunilda.

- En la saga vanir de Lena Valenti, el personaje de Bryn está basado en Brunilda.

- En la película de Quentin Tarantino "Django Unchained", la esposa de Django (Jamie Foxx) y esclava de Calvin Candie (Leonardo DiCaprio) tiene por nombre Broomhilda Von Shaft (Kerry Washington), la cual es nombrada así por sus anteriores dueños alemanes. De acuerdo a lo explicado por el Dr King Schultz (Christoph Waltz), es debido a una leyenda alemana de una princesa que es castigada por su padre el rey y encerrada en una montaña custodiada por un dragón.

- En el anime Yu-Gi-Oh! Duelo de Monstruos y el juego de cartas de Konami Yu-Gi-Oh!, existe una Carta de Monstruo llamada "Valquiria-Brunilda". Es usada por el personaje Zigfried von Schroeder, el cual también hace referencia a Sigfrido.

- En la serie inglesa Happy Valley, la protagonista Catherine Cawood, una fornida sargento de policía, es apodada Brunilda por sus compañeros.

- En el videojuego/grupo de videojuegos Fire Emblem Fates el segundo príncipe de Nohr, Leo, utiliza un grimorio llamado Brynhildr.

- En el videojuego Age of Mythology para Nintendo DS, Brunilda aparece como un aliado de Sigfrido en la campaña de los nórdicos.

- En el manga Shuumatsu no Valkyrie, es la que dirige y elige a los representantes humanos para que peleen contra los dioses.